# محطة قطار شعبة اللحم
محطة قطار شعبة اللحم هي محطة سكة حديد جزائرية تقع ببلدية شعبة اللحم بولاية عين تموشنت. وتديرها الشركة الوطنية للنقل بالسكك الحديدية.

## موقعها في الشبكة الحديدية
تقع المحطة على خط السانية - بني صاف حيث تسبقها محطة قطار المالح وتتبعها محطة قطار عين تموشنت .

## تاريخ
خلال فترة الاستعمار الفرنسي للجزائر، كانت المحطة تسمى محطة لافيريير (Laferrière).

## خدمة الركاب

### الحلويات
تخدم محطة شعبة اللحم القطارات الإقليمية على خط وهران - بني صاف .

### مقالات ذات صلة
- الخط من السانية إلى بني صاف
- قائمة محطات القطارات في الجزائر